# Julen Lopetegui
Julen Lopetegui Agote (phát âm tiếng Tây Ban Nha: [ˈʝulen lopeˈteɣjaˈɣote]; sinh ngày 28 tháng 8 năm 1966) là một huấn luyện viên bóng đá chuyên nghiệp người Tây Ban Nha và cựu cầu thủ hiện là huấn luyện viên
Là một thủ môn, ông đã chơi 149 trận ở La Liga trong 11 mùa giải, thi đấu cho cho Real Madrid, Logroñés, Barcelona và Rayo Vallecano. Sau đó Lopetegui chơi 168 trận trong Segunda División với ba câu lạc bộ, và đại diện cho Tây Ban Nha tại World Cup 1994.
Lopetegui bắt đầu làm việc như một huấn luyện viên vào năm 2003, và đã dành nhiều năm phụ trách đội trẻ của Tây Ban Nha, dẫn đầu các đội U-19 và U-21 thi đấu giải châu Âu. Ông cũng là huấn luyện viên trưởng của đội tuyển quốc gia Tây Ban Nha trong hai năm, bị sa thải trước khi bắt đầu World Cup 2018 sau khi công bố thỏa thuận làm huấn luyện viên cho Real Madrid sau giải đấu.

## Danh hiệu

### Cầu thủ
Real Madrid
- La Liga: 1989–90[4]

Barcelona
- Supercopa de España: 1994,[5] 1996[6]

### Huấn luyện viên
Sevilla
- UEFA Europa League: 2019–20[7]

U-19 Tây Ban Nha
- UEFA European Under-19 Championship: 2012[8]

U-21 Tây Ban Nha
- UEFA European Under-21 Championship: 2013[9]